# Municipio de Ira
El municipio de Ira (en inglés: Ira Township) es un municipio ubicado en el condado de St. Clair en el estado estadounidense de Míchigan. En el año 2010 tenía una población de 5178 habitantes y una densidad poblacional de 92,41 personas por km².

## Geografía
El municipio de Ira se encuentra ubicado en las coordenadas 42°41′50″N 82°39′29″O / 42.69722, -82.65806. Según la Oficina del Censo de los Estados Unidos, el municipio tiene una superficie total de 56.03 km², de la cual 44.11 km² corresponden a tierra firme y (21.27%) 11.92 km² es agua.

## Demografía
Según el censo de 2010, había 5178 personas residiendo en el municipio de Ira. La densidad de población era de 92,41 hab./km². De los 5178 habitantes, el municipio de Ira estaba compuesto por el 95.58% blancos, el 1.08% eran afroamericanos, el 0.25% eran amerindios, el 0.39% eran asiáticos, el 0.02% eran isleños del Pacífico, el 0.87% eran de otras razas y el 1.82% pertenecían a dos o más razas. Del total de la población el 2.34% eran hispanos o latinos de cualquier raza.